# Mindestwärmeschutz
Mindestwärmeschutz ist ein Begriff aus der Bauphysik für Mindestanforderungen an den Wärmeschutz von flächigen Bauteilen von Aufenthaltsräumen. Der Mindestwärmeschutz dient der Verhinderung von Oberflächenkondensat und soll ein für die Bewohner hygienisches Raumklima sicherstellen sowie die Baukonstruktion vor schädlichen Feuchteeinwirkungen schützen. Kenngröße für den Mindestwärmeschutz ist der Wärmedurchlasswiderstand R in m²K/W. Der Kehrwert von R und den Wärmeübergangswiderständen R si und R se (innen+außen) ergibt den Wärmedurchgangskoeffizienten.
Die Anforderung, einen bestimmten Mindestwärmeschutz gewährleisten zu müssen, ergibt sich aus der aus dem Teil 2 der DIN 4108. Konkrete Werte für den Mindestwärmeschutz verschiedener Bauteile sind ebenfalls im Teil 2 der DIN 4108 festgelegt.
Weitere – darüber hinausgehende – Anforderungen an den Wärmeschutz finden sich im Gebäudeenergiegesetz (GEG).
Beispiele Wärmedurchlasswiderstand nach DIN 4108:
- R ≥ 1,20 m²K/W: Außenwände; Wände von Aufenthaltsräumen gegen Bodenräume, Durchfahrten, offene Hausflure, Garagen, Erdreich
- R ≥ 0,90 m²K/W: Unterer Abschluss direkt ans Erdreich grenzender Aufenthaltsräume, Decken zu nicht beheizten Dachräumen
- R ≥ 1,20 m²K/W: Dächer und Decken nach oben, unter Terrassen